# Osttimoresisch-vincentische Beziehungen
Die Osttimoresische-vincentischen Beziehungen beschreiben das zwischenstaatliche Verhältnis von Osttimor und St. Vincent und die Grenadinen.

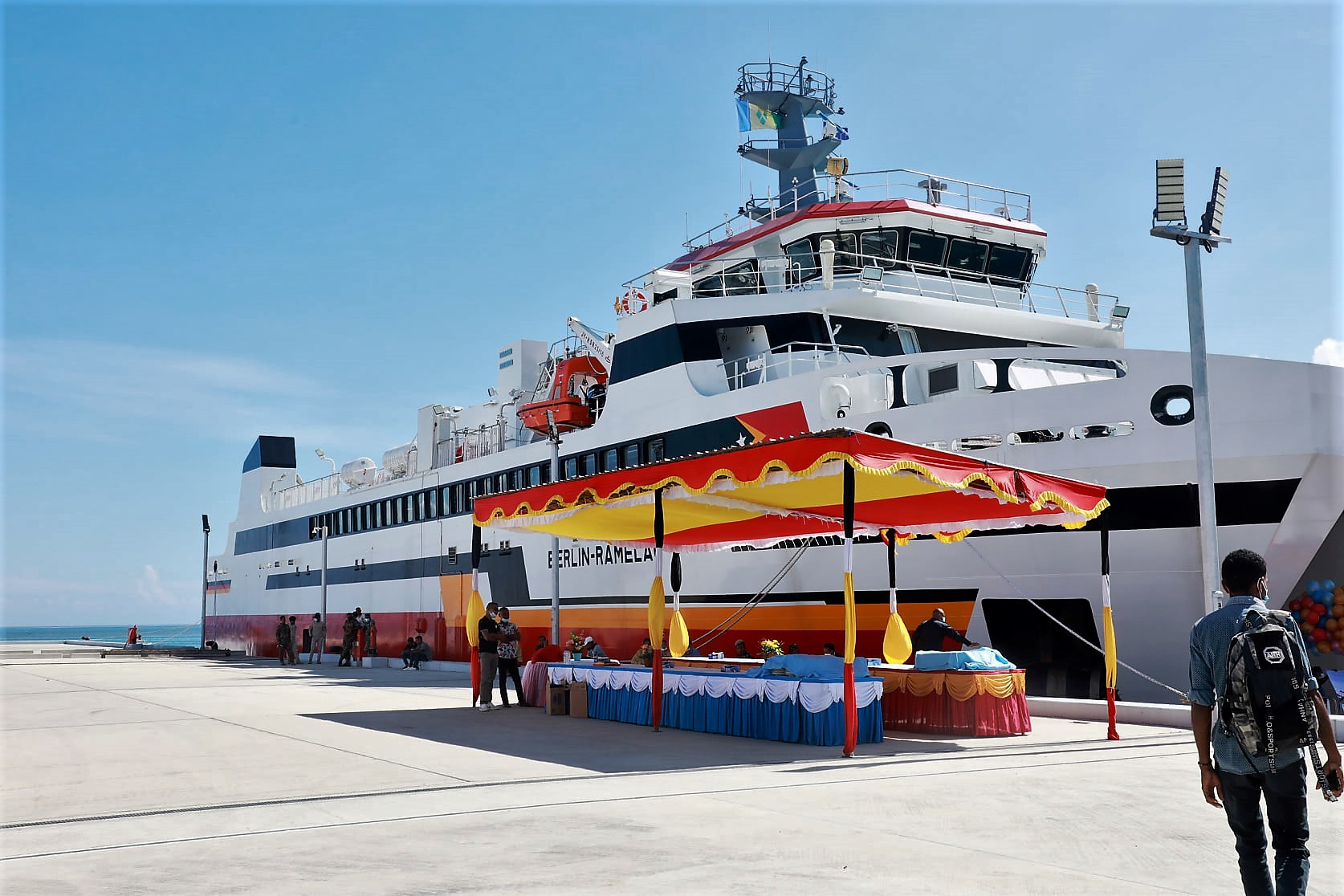
Die Berlin-Ramelau am Tag der offiziellen Übergabe 2021. Am Mast die Flagge von St. Vincent und den Grenadinen

Die Kontakte zwischen Osttimor und St. Vincent und die Grenadinen waren bisher spärlich. Bisher haben die beiden Länder nicht direkte diplomatische Beziehungen aufgenommen. Weder haben St. Vincent und die Grenadinen eine Botschaft in Osttimor, noch Osttimor eine diplomatische Vertretung in St. Vincent und die Grenadinen. Beide Staaten gehören zur Bewegung der Blockfreien Staaten, zur AKP-Gruppe und zur Gruppe der 77. Für 2018 gibt das Statistische Amt Osttimors keine Handelsbeziehungen zwischen Osttimor und St. Vincent und die Grenadinen an.
Da Osttimor bisher über kein eigenes nationales Schiffsregister verfügt, ist die neuste staatliche Fähre des Landes, die Berlin-Ramelau, in St. Vincent und die Grenadinen registriert.